# 第一生命保険
第一生命保険株式会社（だいいちせいめいほけん、英: The Dai-ichi Life Insurance Company, Limited）は、東京都千代田区有楽町（日比谷）及び江東区豊洲に本社を置く、日本の生命保険会社。持株会社の第一生命ホールディングスの子会社である。
現在の第一生命保険株式会社は、持株会社体制移行のために2016年4月に設立された2代目である。

## 概要
2016年10月1日、第一生命保険グループは持株会社体制に移行し、第一生命保険株式会社（初代）から国内保険事業を継承した。
現在の経営理念は、『お客さま第一主義 「一生涯のパートナー」』。

### 安全性指標
- 信用格付け
  - A+（保険金支払能力、R&I）[3]。
- ソルベンシー・マージン比率（連結）
  - 763.8%（2016年3月期）[4]。

### 資産規模
- 保有契約高[5]
  - 114兆8,160億円（個人保険）
  - 9兆9,056億円（個人年金）
  - 48兆202億円（団体保険）
  - 6兆642億円（団体年金）
- 総資産
  - 49兆9,249億22百万円（資産運用収益1兆3,448億円）（連結）
  - 35兆8,949億56百万円（資産運用収益1兆600億円）（単体）

総資産で、かんぽ生命保険、日本生命保険に次ぐ第3位である。

## 沿革

### 歴史
- 1902年（明治35年）9月15日、農商務省で保険業法起草に携わった、当時日本生命の社医の矢野恒太が、日本初の相互会社として創立する。初代社長は、柳沢保恵。役員に博文館社長で衆議院議員の大橋新太郎、軍人の浜口茂之助[注 2]。日本橋区新右衛門町にて営業を開始。幹部の医長に石岡繁太郎が就任[6][7][注 3]
- 1904年（明治37年）、支部長が矢野恒太、副支部長が石岡繁太郎、秦佐八郎となる[6]。
- 1906年（明治39年）、日本橋区通三丁目の新社屋に本社を移転。契約者配当金の支払い開始。
- 1907年（明治40年）、責任準備金の積立方式を純保険料式に改定。
- 1921年（大正10年）、京橋「第一相互館」に本社を移転。5大生命保険の一つとなる。投資企業として古河電気工業とシーメンスの合弁会社富士電機製造を設立。
- 1923年（大正12年）、関東大震災（震災による死亡に対し、保険金完全支払いと手続き簡易化を決定）
- 1932年（昭和7年）、保有契約高で業界第2位の実績。
- 1935年（昭和10年）、財団法人保生会を設立。
- 1937年（昭和12年）、日中戦争が始まり、12月27日、商工省・拓務省が満洲国保険業法を公布し即日施行[8]。
- 1938年（昭和13年）、第一生命館（旧日比谷本社社屋）が完成し本社を移転。逓信省出身の石坂泰三が取締役社長に就任[9]。溝口光忠を満州国での代表者として生命保険事業許可申請[10]。
- 1945年（昭和20年）、第一生命館が連合国軍総司令部（GHQ）庁舎として接収される。
- 1949年（昭和24年）、保険料月掛取扱制度を実施。
- 1950年（昭和25年）、保健文化賞を創設。
- 1952年（昭和27年）、「第一生命館」の接収が解除。
- 1953年（昭和28年）、大阪駅前に潜函工法を使用した第一生命ビルが竣工。地上9階（高さ49メートル）・地下3階で当時は日本一の超高層ビルとなった（設計施工は竹中宏平（第一生命ビルディング設計監理部）こと竹中工務店）[11][12]。
- 1963年（昭和38年）、「企業年金保険」「終身年金保険」を販売開始。
- 1966年（昭和41年）、「厚生年金基金保険」を販売開始。
- 1968年（昭和43年）、大井第一生命館が落成、大井本社（のちの大井事業所）として使用開始。
- 1970年（昭和54年）、矢野恒太が国際保険名誉賞受賞。
- 1971年（昭和46年）、「特別終生安泰保険」を販売開始。戦後のチルメル式積立の時期を経て、責任準備金の純保険料式積立を達成
- 1974年（昭和49年）、新制度を実施（営業組織、販売制度を大幅に改編）。クーリング・オフ制度を実施。
- 1976年（昭和51年）、下取り制度（転換制度）を実施。社員総代会傍聴制度、評議員会制度実施。
- 1977年、「悠悠保険」販売開始。
- 1984年（昭和59年）、第一リースを設立。
- 1985年（昭和60年）、第一生命投資顧問（現：アセットマネジメントOne）を設立。
- 1986年（昭和61年）、ディズニーキャラクターを広告宣伝に起用。第一生命カードサービスを設立。
- 1987年（昭和62年）、ファイナンシャル・プランニング（FP）担当制度を新設。東京ディズニーランドのアトラクション「ビッグサンダー・マウンテン」の提供開始。サラリーマン川柳コンクールを開始。
- 1988年（昭和63年）、福岡祇園第一生命ビルディングが竣工[注 4]。
- 1989年（平成元年）、第一生命キャピタル（現：ネオステラ・キャピタル）を設立。
- 1990年（平成2年）、第一生命テレホンサービス開始。
- 1992年（平成4年）、生保業界初の「マッチングギフト制度」創設。府中情報センターが竣工。
- 1993年（平成5年）、DNタワー21（第一・農中ビル）（現：第一生命日比谷ファースト）が竣工。
- 1996年（平成8年）、第一ライフ損害保険を設立（2002年に安田火災海上保険、次いで2004年に損害保険ジャパンと合併）。
- 1997年（平成9年）、第一生命経済研究所を設立。
- 1998年（平成10年）、第一生命ウェルライフサポート（現：第一生命経済研究所）を設立。日本興業銀行（現：みずほ銀行）と全面業務提携。第一ライフ投信投資顧問が投資信託業務を開始。
- 1999年（平成11年）、興銀フィナンシャルテクノロジー（現：みずほ第一フィナンシャルテクノロジー）に出資。興銀第一ライフ・アセットマネジメント（現：アセットマネジメントOne）を設立。
- 2000年（平成12年）、安田火災海上保険（現：損害保険ジャパン）と包括業務提携。アメリカンファミリー生命保険と業務提携。ジャパンリアルエステイトアセットマネジメントを設立。
- 2001年（平成13年）、資産管理サービス信託銀行を設立。企業年金ビジネスサービスを設立。東京ディズニーシーのアトラクション「センター・オブ・ジ・アース」の提供開始。
- 2002年（平成14年）、第一ライフ損害保険が安田火災海上保険に合併。次いで安田火災海上保険が2004年に損害保険ジャパンと合併。
- 2006年（平成18年）、第一フロンティア生命を設立。
- 2007年（平成19年）12月6日、会社の形態を相互会社から株式会社に転換することを発表。第一生命ベトナムを設立。りそなホールディングスと業務提携。
- 2010年（平成22年）4月1日、株式会社へ移行と同時に東証一部に上場。
- 2011年（平成23年）、豊洲本社（豊洲キュービックガーデン）竣工。TAL Limited（TAL社）を設立。
- 2013年（平成25年）、イギリスの資産管理会社 Janus Capital Group Inc.（現：Janus Henderson Group plc、ジャナス・ヘンダーソン）を関連会社化。インドネシアのPT Panin Dai-ichi Life（パニン・第一ライフ）を関連会社化。
- 2012年（平成24年）、大井事業所を置いていた大井第一生命館を、ブルックスホールディングスに売却。相互館110タワー竣工。
- 2014年（平成26年）、損保ジャパン・ディー・アイ・ワイ生命保険（現：ネオファースト生命保険）を完全子会社化。米国Protective Life Corporation（プロテクティブ）の買収公表。池袋第一生命ビルディングが竣工。
- 2015年（平成27年）、プロテクティブを完全子会社化。北米地域統括会社DLI NORTH AMERICA　INC.およびアジアパシフィック地域統括会社DLI ASIA PACIFIC PTE.LTD.の運営を開始。
- 2016年（平成28年）4月1日、持株会社移行に向けた会社分割準備会社として、第一生命分割準備株式会社を設立。
- 2016年（平成28年）10月1日、初代第一生命保険の国内生命保険事業を承継し、第一生命保険株式会社に商号変更[2]。かんぽ生命保険と業務提携。第一生命ベトナムがCSR財団 For A Better Life Fund を設立。
- 2021年（令和3年）、ジャナス・ヘンダーソン社との出資提携契約を解消[13]。カンボジアにおける駐在員事務所の設立。在米子会社プロテクティブがUSWC社を買収。
- 2023年（令和5年）、プライベート・デットの運用を手掛けるトパーズ・キャピタルの買収を発表。

### 本社ビルの歴史
1921年（大正10年）に、辰野葛西事務所の設計で建てられた東京・京橋の「第一相互館」は、地上10階（中2階を含む）建ての東京市内有数の高層建築であった。
1938年よりの本社屋である東京・日比谷の「第一生命館」は、複数の公開コンペ当選案を参考に1938年に「第一相互館の担当設計者であった辰野葛西事務所出身で、矢野から懇願され第一生命に転職した松本与作が設計し渡辺仁が補佐するという形での共同設計で建設された（「谷間の花が見えなかった時」伊藤ていじ著）。
1945年に連合国軍総司令部（GHQ）庁舎として接収される（1952年に接収解除）。マッカーサーは東京に進駐した9月8日当日に、およそ40分かけて都内を車で視察し、複数あった候補の中からこのビルを選んだ。皇居を見渡すことができ、華美ではない機能的な建物がマッカーサーの目に留まったと言われている。
第一生命館では、現在でもマッカーサー総司令官室が保存されているが、現在は一般には公開されていない。後に1970年代後半、警視庁本庁舎新築に伴い仮庁舎として使用されたこともある。
1953年（昭和28年）、大阪駅前に潜函工法を使用した第一生命ビルが竣工。地上9階（高さ49メートル）・地下3階で当時は日本一の超高層ビルとなった。

1995年に「第一生命館」は、隣接する「農林中央金庫有楽町ビル」と一体化させるよう中間に高層階部分を増築し、「DNタワー21（第一・農中ビル）」として改装されている。その為フロアの高さが異なり、低層部分=本館の8階部分のS階が新館の6階と繋がっている。DNタワー21は戦前最後の部分保存された大規模建築として、東京都選定歴史的建造物に選定されている。

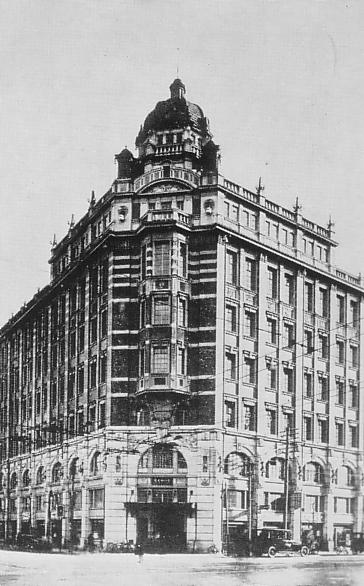
東京・京橋交差点にあった第一相互館（清水建設施工、辰野金吾、葛西萬司、1921年）
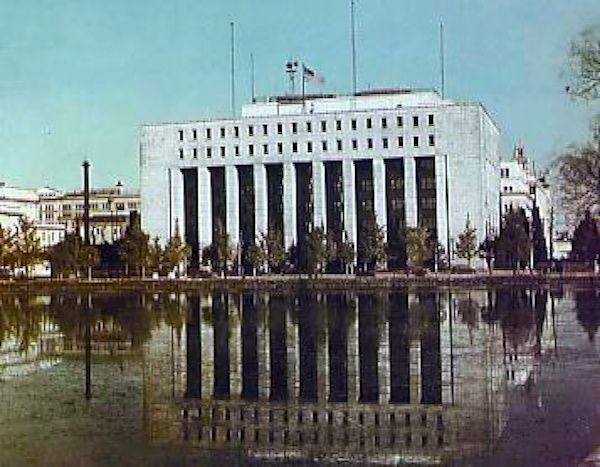
日比谷本社がおかれていた第一生命館。1938年。戦後、GHQの本部が置かれた。
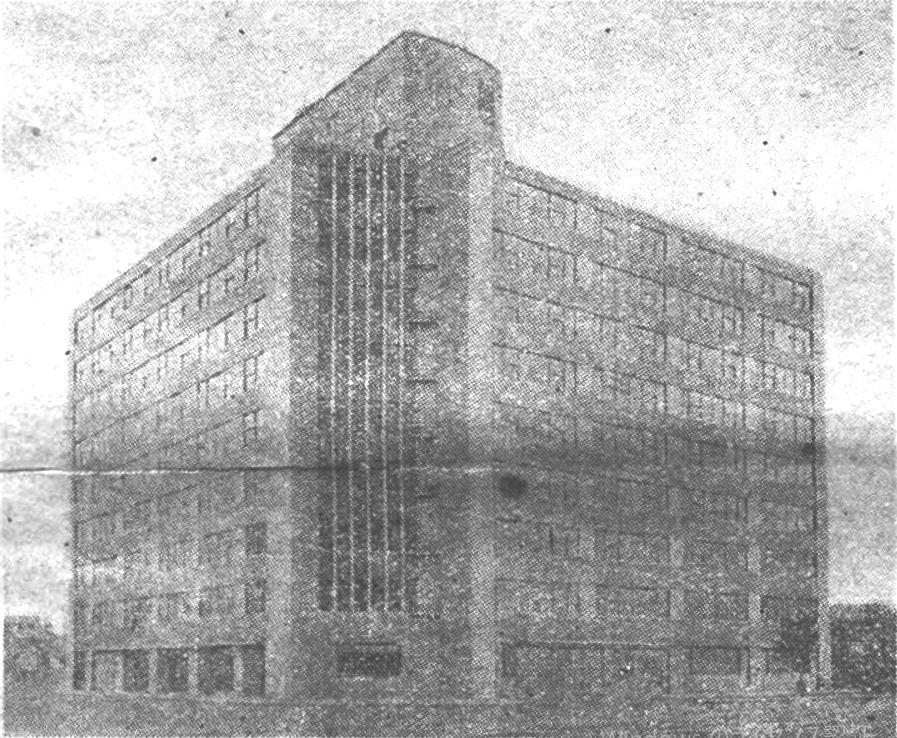
第一生命ビルディング（大阪、竹中工務店施工、1953年）
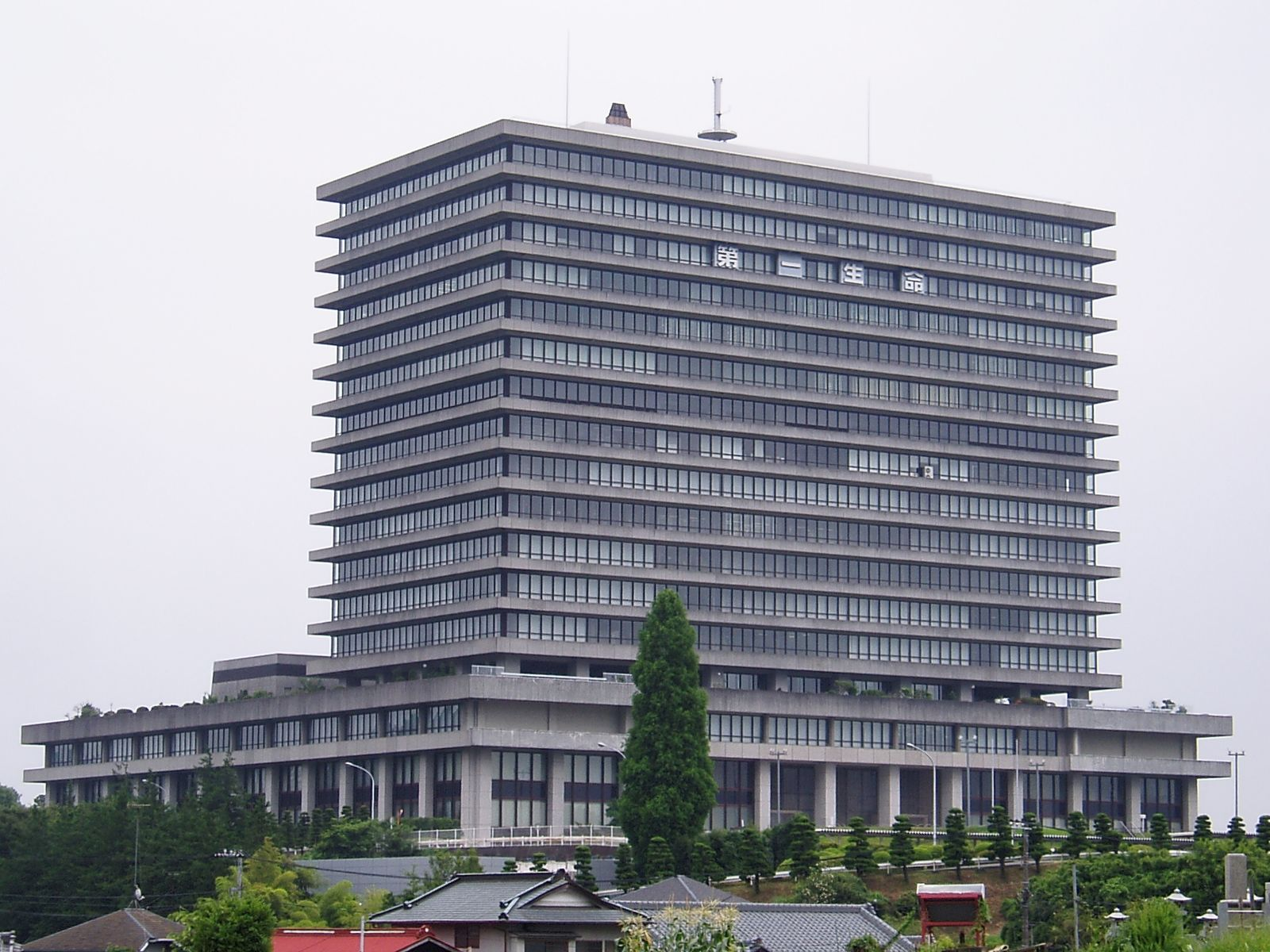
大井事務所が置かれていた大井第一生命館ビル（神奈川県、清水建設・竹中工務店JV、1967年）
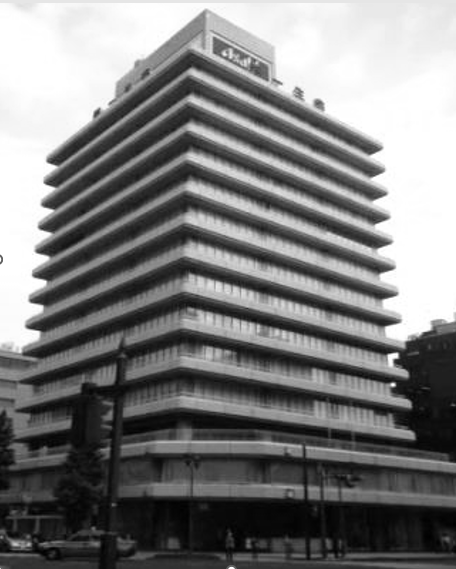
東京・京橋にあった第一生命相互館（1971年）
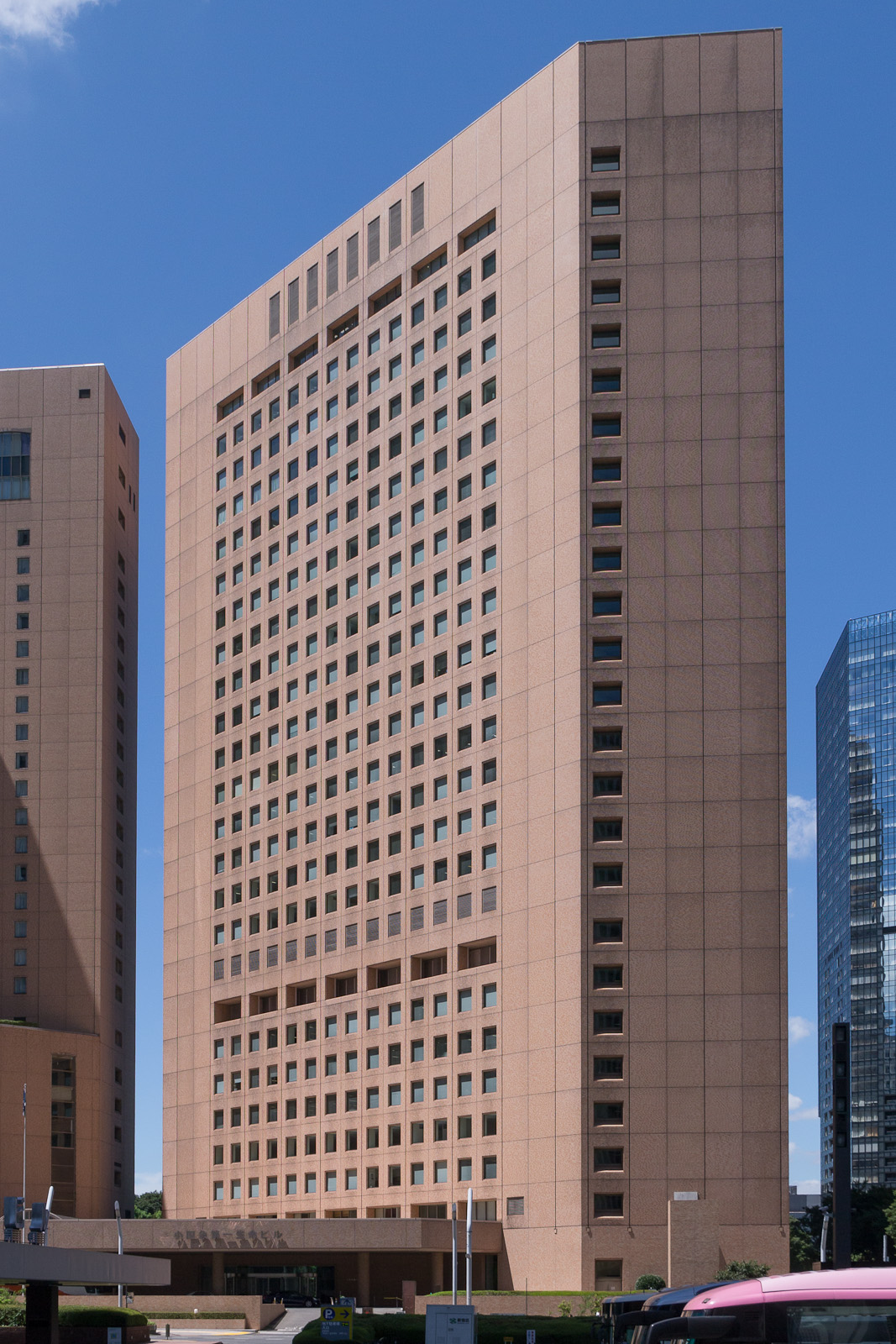
東京都新宿区の新宿第一生命ビルディング（1980年）
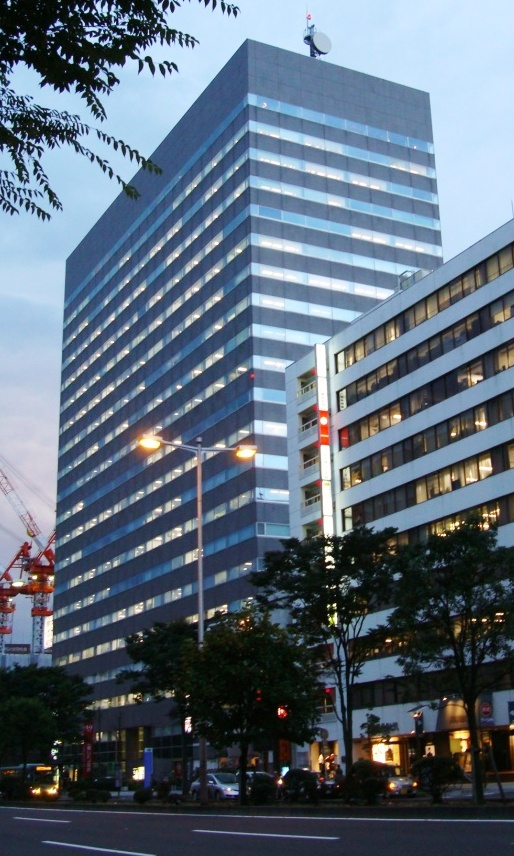
仙台第一生命タワービルディング（1985年）
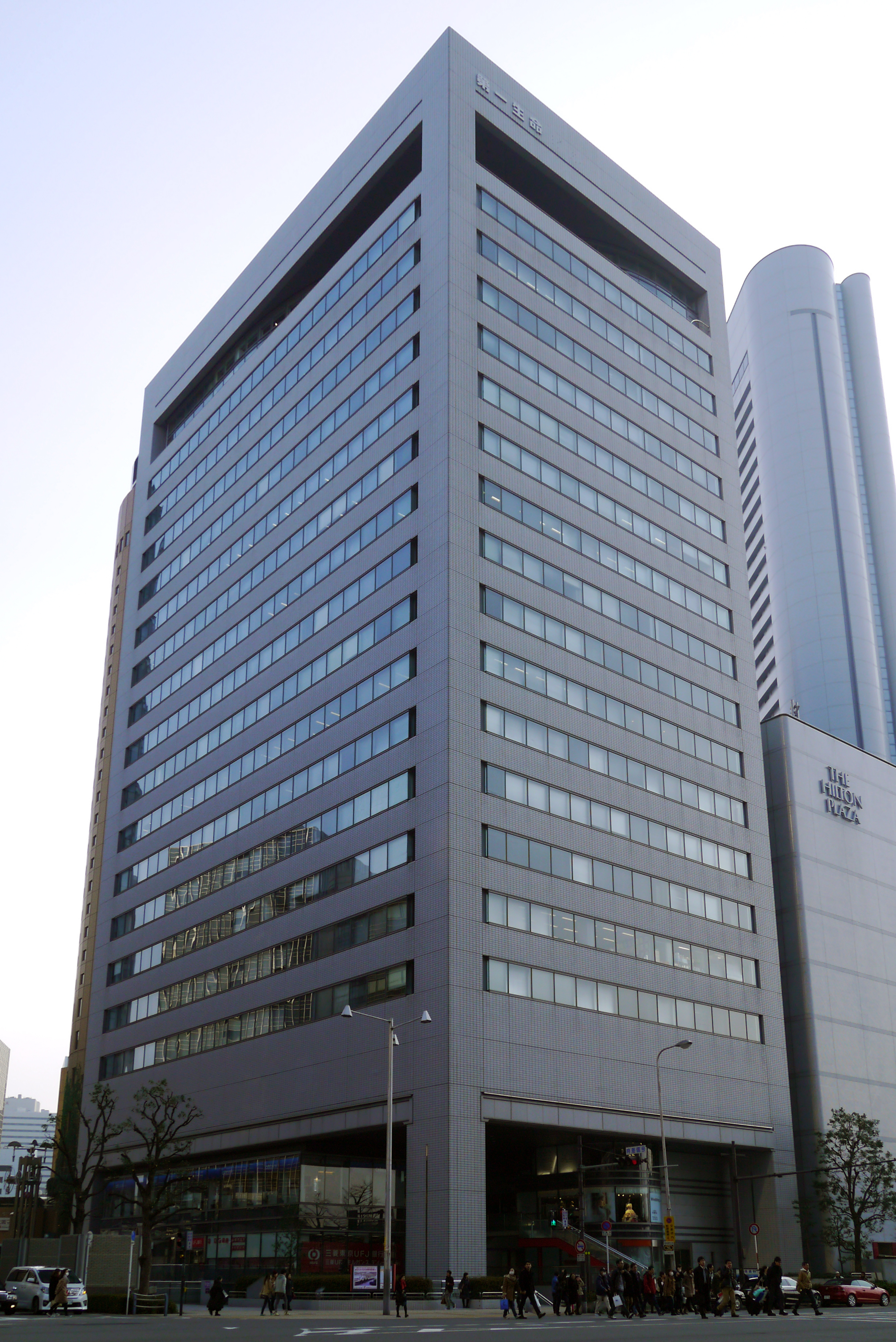
大阪第一生命ビル（竹中工務店施工、1990年）
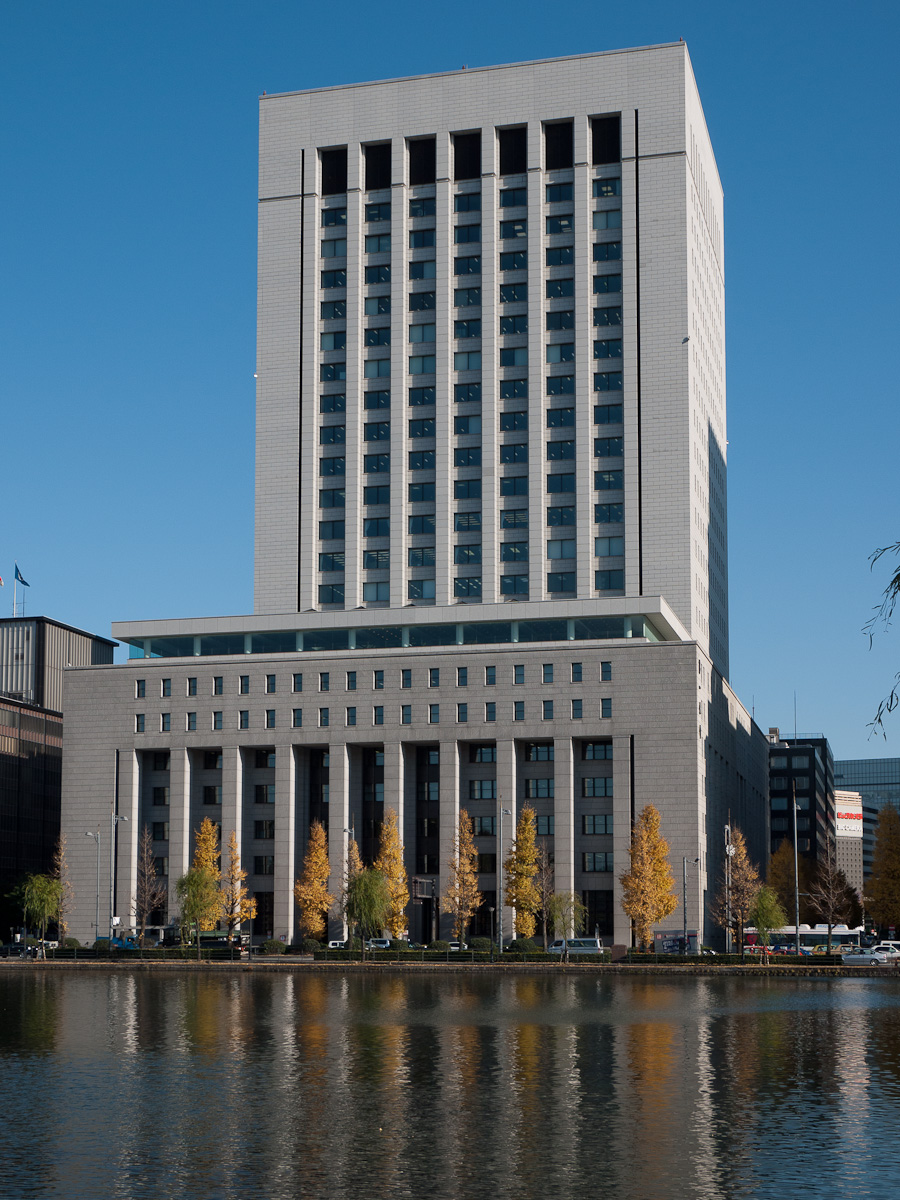
第一生命日比谷ファースト（清水建設、1993年）
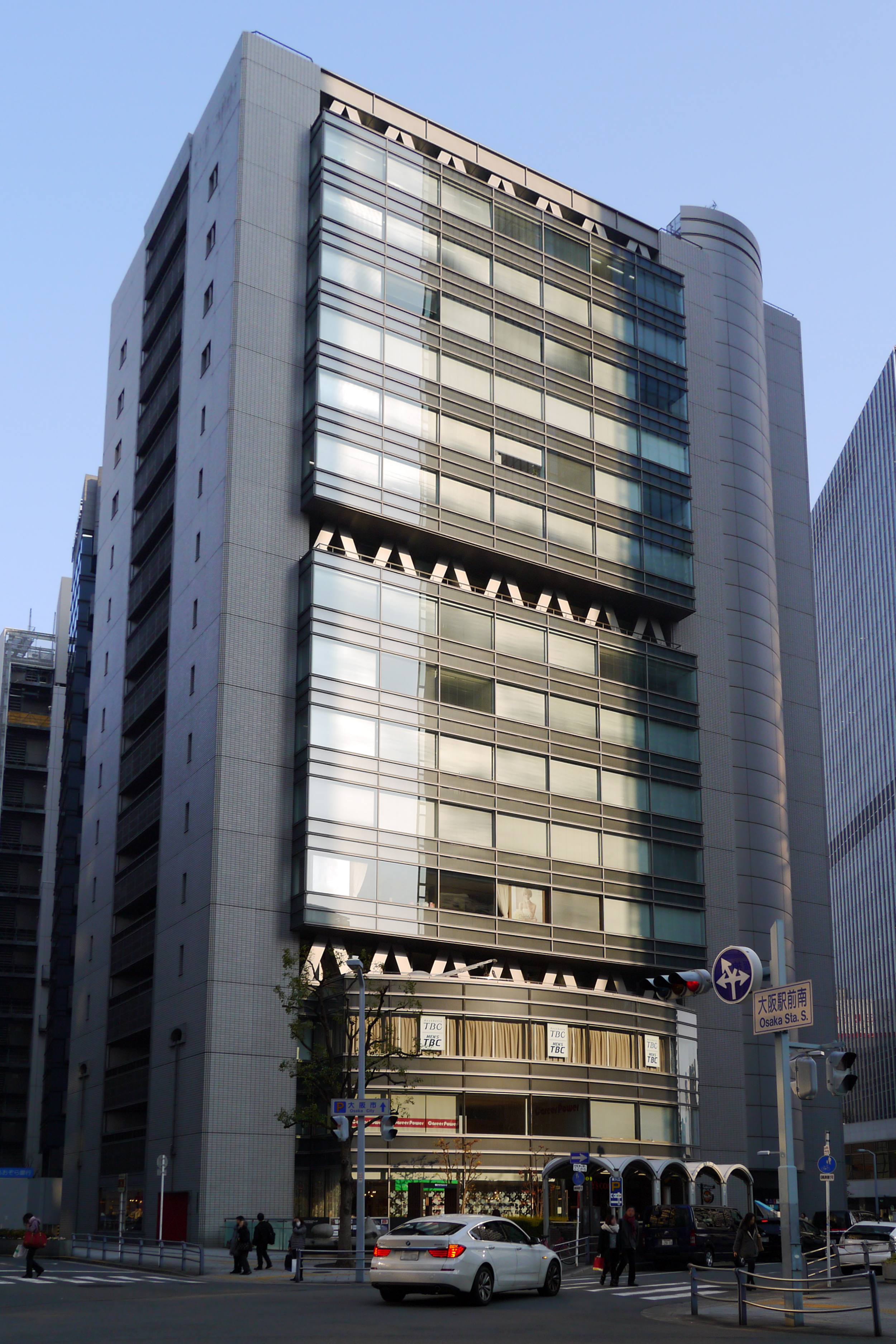
梅田第一生命ビル（竹中工務店、1995年）
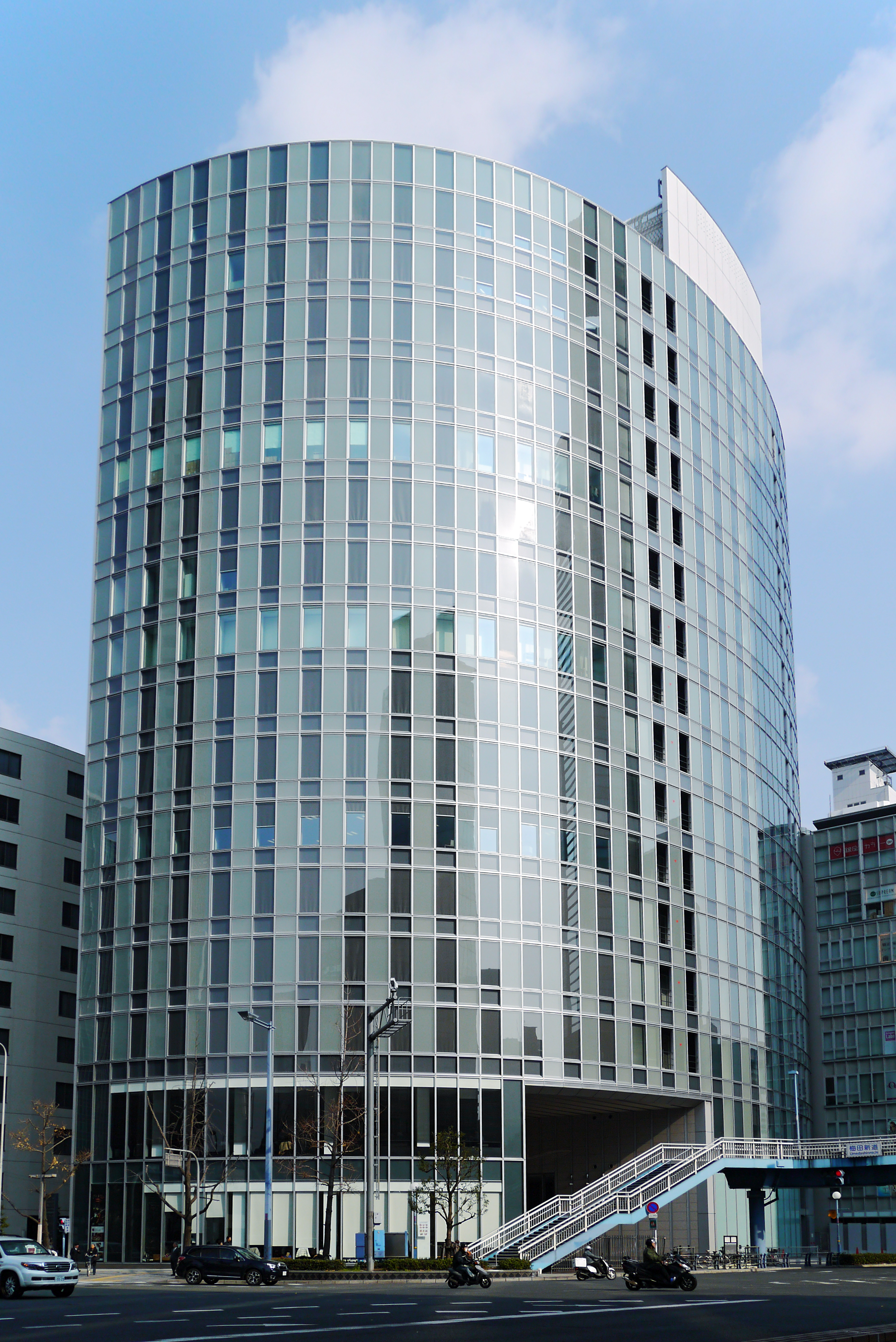
梅新第一生命ビルディング（大阪、竹中工務店施工、2007年）
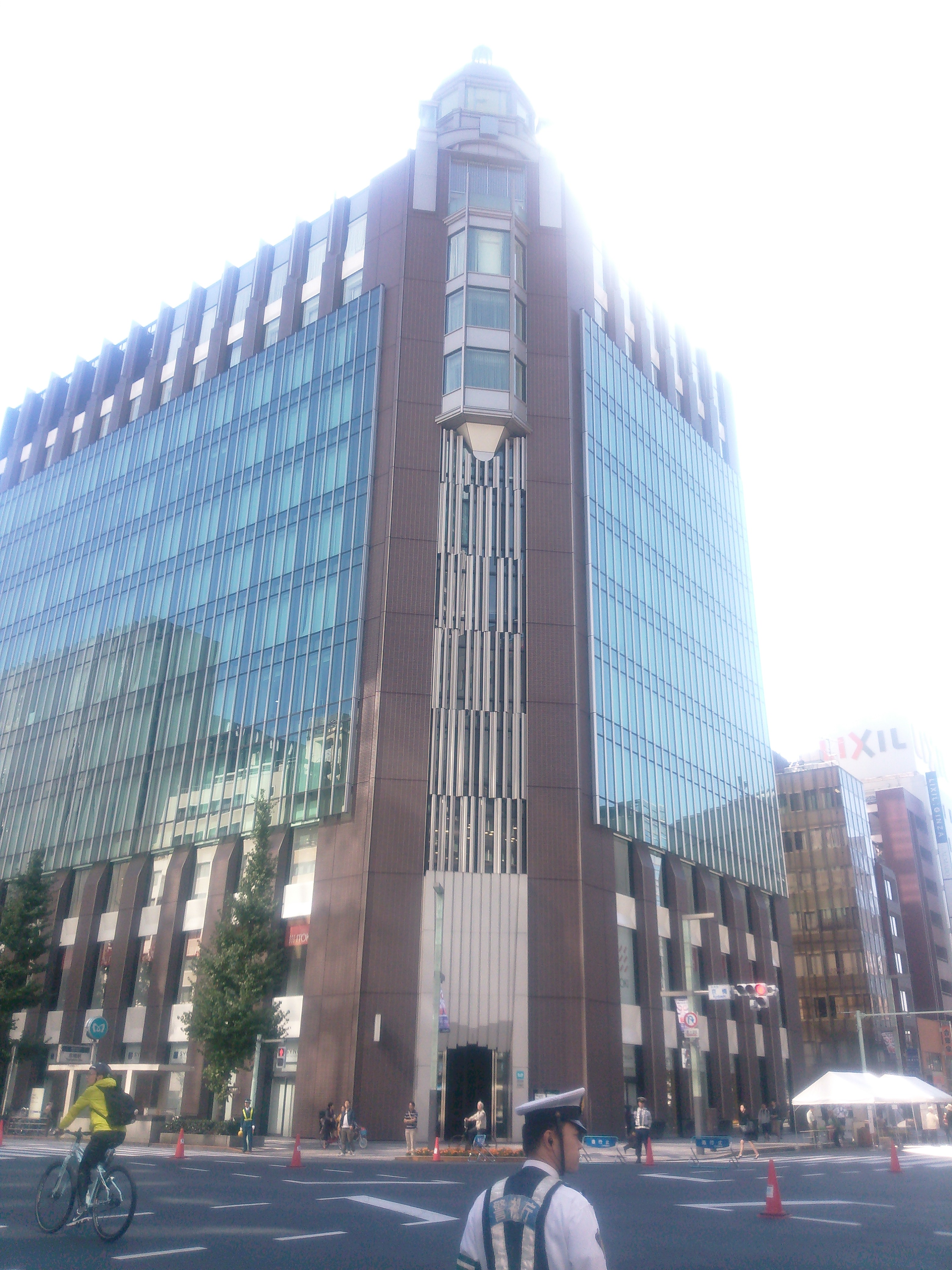
相互館110タワー（東京都中央区京橋、竹中工務店施工、2012年）
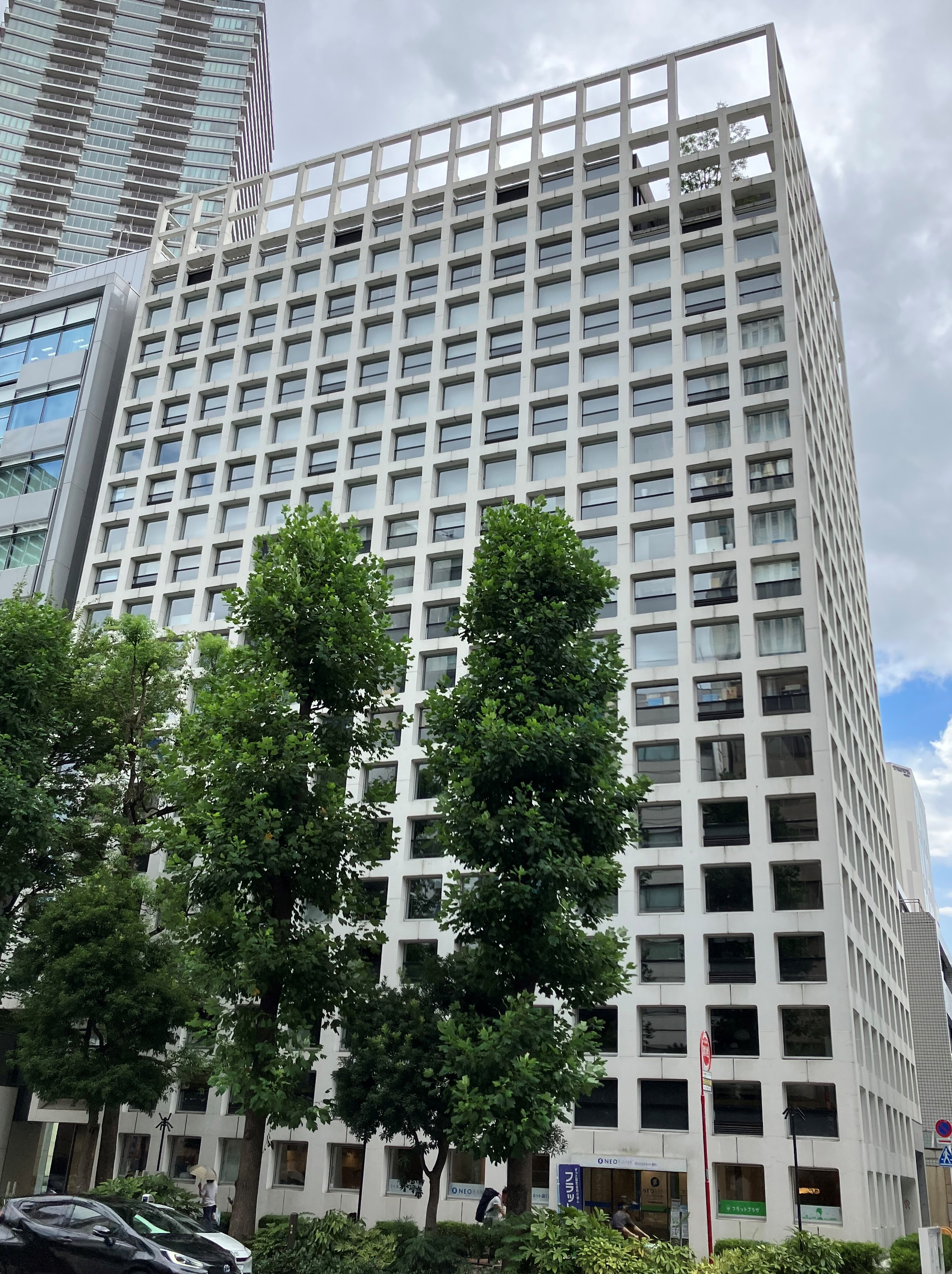
池袋第一生命ビルディング（東京都豊島区池袋、竹中工務店施工、2014年）

## 子会社
- 第一生命ビジネスサービス株式会社
- 第一生命情報システム株式会社
- 株式会社アルファコンサルティング
- 第一生命チャレンジド株式会社
- エイ・エフ・ビル管理株式会社
- 第一生命カードサービス株式会社
- 企業年金ビジネスサービス株式会社
- ネオステラ・キャピタル株式会社
- ジャパンエクセレントアセットマネジメント株式会社 - ジャパンエクセレント投資法人の資産運用会社
- みずほ第一フィナンシャルテクノロジー株式会社

## 社会との関わり

### 過去の保有株
- 竹中工務店・清水建設

### 現在の保有株
- ネオファースト生命保険（元：損保ジャパンDIY生命）、 第一フロンティア生命他、第一生命ホールディングスの関連会社
- 東京ガス、小田急電鉄等、230銘柄[14]

### 都市開発
東京都の虎ノ門・赤坂エリアで都市再生機構が施行し、2020年9月に起工した「虎ノ門二丁目地区第一種市街地再開発事業」に、保留床取得者として参画している。竣工は2023年11月から 2025年2月の見込み（実施設計・施工：大成建設）。

### 東京ディズニーリゾートとの関係
第一生命は、東京ディズニーリゾートのオフィシャルスポンサーとしても有名である。また、「ディズニー・オン・アイス」の協力企業としても名を連ねている。
1986年から起用している広告のほかにも、顧客に無料で配布される販促品には、ディズニーキャラクターがふんだんに使用されている。「企業イメージCM」でも、家族と東京ディズニーリゾートがテーマになったものが放送されている。また、CMの中にディズニーのぬいぐるみが、さりげなく映りこむこともある。
東京ディズニーリゾートの参加企業として提供しているのは、「ビッグサンダー・マウンテン」（ランド）・「センター・オブ・ジ・アース」（シー）の2つのアトラクションと、両パーク内のベビーカー・車椅子の貸出サービスである。
ちなみに、2つのアトラクションに設置されている「スポンサーラウンジ」は保険加入者であれば、担当のセールスレディーを通して、無料で利用することができる。
「スポンサーラウンジ」は、スポンサーがついているアトラクションにはほぼ設置されており、待ち時間無しでアトラクションへ向かうことができるが、その多くが参加企業の社員からの非公式な口利きでしか利用できない。
先着順ながら、保険に加入していれば誰でも利用できる第一生命のラウンジは、かなり貴重である。
また、2008年10月1日に東京ディズニーリゾート内に開業した「シルク・ドゥ・ソレイユ シアター東京」で行われているレジデントショー（常設公演）「ZED」（ゼッド）にも、協賛していたが、2011年12月31日に公演は終了した。

### モーツァルト住家復元事業

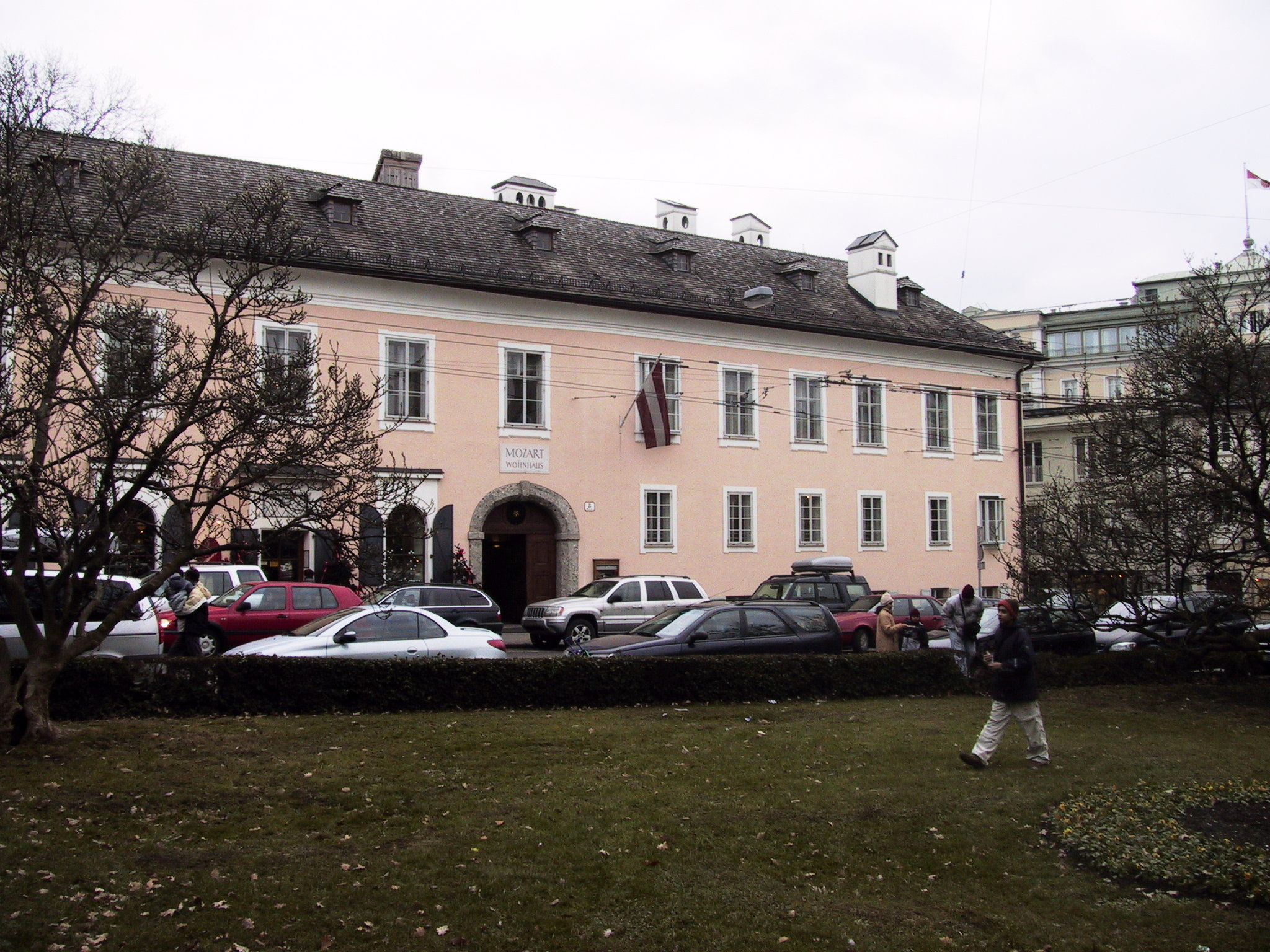
ザルツブルクのマカルト広場の住家

オーストリアのザルツブルクには、モーツァルトが青年期を過ごし、多彩な音楽活動を展開したタンツマイスターハウスと云う名の住家があった。しかし、第一次世界大戦で爆撃を受け、その半分以上が破壊され、更に半壊跡地にはオフィスビルが建築されてしまった。1996年、ザルツブルク国際モーツァルテウム財団によってオフィスビルは買収され、住家の完全復元工事が完了した。現在、この住家はモーツァルト記念館として、コンサートの開催、モーツァルトゆかりの品々の展示のほか、モーツァルトに関する文献・映像資料などが取り揃えられている。第一生命は、創立90周年の記念事業として、開始当初からこの事業に参画し、支援を行っている。

### スポーツ活動
1990年（平成2年）創設の女子陸上競技部がある。1994年に山下佐知子（1991年世界陸上東京大会女子マラソン2位入賞・銀メダル獲得・1992年バルセロナオリンピック女子マラソン4位入賞）が加入。1996年に山下が監督就任後は長距離走・マラソンを中心に実力を蓄え、2002年と2011年には全日本実業団対抗女子駅伝競走大会で二度の総合優勝を果たす。現在では田中智美（2014年横浜国際女子マラソン優勝、2016年リオデジャネイロオリンピック女子マラソン代表・19位）など、約10人前後の女子部員が所属している。
元所属部員で活躍した女子選手では、尾崎好美（2009年世界陸上ベルリン大会女子マラソン2位入賞・銀メダル獲得、2012年ロンドンオリンピック女子マラソン代表・19位）、野尻あずさ（2011年世界陸上大邱大会女子マラソン代表・19位、2012年大阪国際女子マラソン・3位）、田中華絵（2011年夏季ユニバーシアード中国深圳大会10000m2位入賞・銀メダル獲得、2017年大阪国際女子マラソン・3位）、伊藤真喜子（1997年ロッテルダムマラソン女子2位、同年東京国際女子マラソン優勝）などがいる。
このほか、全国小学生テニス選手権大会ではメインスポンサーを務めるのみならず、試合会場（相娯園総合グラウンドテニスコート）の提供も行っている。本大会からは、杉山愛、錦織圭などの国際的なテニスプレーヤーを多数輩出している。
2020年からはB.LEAGUE2部に所属している西宮ストークスのオフィシャルスポンサーになっている。
2020年11月、発足したばかりのプロダンスリーグ「D.LEAGUE」の冠スポンサーとなった。
2023年5月、四十住さくらが第一生命初の個人所属となった。

### 提供番組
現在
- 世界の何だコレ!?ミステリー（フジテレビ系列） ※30秒、19:57 - 20:54の間水曜提供

過去（特記無しは全て30秒）
- とんねるずのみなさんのおかげでした（フジテレビ系列・2009年4月〜2016年9月まで）
- 家庭の問題（TBS系列・一社提供）
- クイズ100人に聞きました（TBS系列）
- 金曜テレビの星!（TBS系列）
- すてきな出逢い いい朝8時（毎日放送制作・TBS系列・60秒→後に30秒）
- ドラマ30（毎日放送・中部日本放送交互制作・TBS系列・1993年4月〜1997年3月）
- 世界ウルルン滞在記（毎日放送制作・TBS系列・放送開始〜1997年3月）
- 天才・たけしの元気が出るテレビ!!→ 特命リサーチ200X→特命リサーチ200X-II→ワールド☆レコーズ→A→Sunday!スペシャル→歌笑HOTヒット10→ウタワラ→世界の果てまでイッテQ!（日本テレビ系列・60秒）
- NNNきょうの出来事（日本テレビ系列）
- 水曜劇場（フジテレビ系列・60秒）
- 平成教育委員会→奇跡体験!アンビリバボー（土曜19時台のみ）→サタスマ（フジテレビ系列）
- すぽると!（フジテレビ系列・土曜）
- シルシルミシルさんデー（テレビ朝日系列・30秒）
- 世界一受けたい授業（日本テレビ系列・60秒）2016年9月24日をもって提供を降板
- news zero（日本テレビ系列[注 5]・）※月曜中盤・30秒。現在は提供を降板
- 日曜エンターテインメント（テレビ朝日系列、2016年10月2日 - 2017年3月19日まで提供）
- めざましテレビ（フジテレビ系列、7:50 - 7:53の間隔日提供。2017年3月をもって降板[注 6]）
- ダウンタウンなう（フジテレビ系列、2017年4月 - 2021年3月19日まで[注 7]）
- 土曜プレミアム（フジテレビ系列・30秒、2021年4月 - 2022年9月まで[注 8][注 9]）
- 輝くとき→輝きの法則（テレビ東京系列・一社提供）

など。
なお、一部のテレビCMの動画は、第一生命のHPで公開されている（外部リンク節参照）。

#### CM出演者
- 下川辰平
- 西田敏行
- 三宅裕司
- 秋野暢子
- 伊武雅刀
- 賀来千香子
- 観月ありさ
- 室井滋
- 小田和正
- 柴田恭兵
- 大沢健
- 泉谷しげる
- 野口五郎
- 西村雅彦
- 羽田美智子
- 唐沢寿明
- 広田レオナ
- 加山雄三
- 池端信宏
- 加山徹
- 松本めぐみ
- 梓真悠子
- 池端えみ
- 袴田吉彦
- 田中麗奈
- 萬田久子
- 鹿賀丈史
- 石原さとみ
- 真矢みき
- 宝田明
- 阿部寛
- 滝沢秀明
- 二階堂ふみ
- 菊池亜希子
- 石川遼
- 武井咲
- 伊吹吾郎
- 田辺誠一
- 東出昌大
- 岸本加世子
- 伊藤かりん
- DAIGO
- 今田美桜

#### 第一でナイト
「第一でナイト」は、第一生命のCMキャラクター。1999年夏にオンエアされた同社の新商品「堂堂人生」ハイバリュープラン」のTVCMで田中麗奈扮する初代・第一でナイトが登場。ネーミングは「保険会社を選ぶなら、第一（生命）でナイト!」に由来。「リボンの騎士」のようなスタイルで活躍し、「ひろめナイト!」「伝えナイト!」といったナイト言葉をキメ台詞とする。2004年春までの初代「第一でナイト」ファミリーは、ナイト＝田中麗奈、キング＝鹿賀丈史、クィーン＝萬田久子。04年秋から登場の二代目ファミリーは、ナイト＝石原さとみ、キング＝伊武雅刀、クィーン＝真矢みき。敵役のシッペイ大魔王（宝田明）ほか、サブキャラクターも数多かった。生保各社のCMのなかでは唯一の長寿キャラクターである。保険料不払い問題を受けての保険内容総点検の企業CMが中心になっていたため、しばらくナイトの登場は見合わされていたが、2008年企業配布の門松用紙では健在ぶりを見せ、秋には滝沢秀明を起用した初の男性タレントによる三代目「第一でナイト」が誕生、ナイトシリーズは10周年に入った。

#### Dセイバー
2013年4月1日からは戦隊ヒーロー風の新キャラクター「Dセイバー」によるCMがスタート。出演は田辺誠一（セイバーミドル／リーダー役）、武井咲（セイバーレディ役）、東出昌大（セイバーヤング役）、伊吹吾郎（セイバーシニア役）。なお、武井のみ前年から第一生命のCMに出演している。

## 不祥事
- 2005年10月後半、各生命保険会社から相次いで保険金および給付金の不当不払いが発覚し、同社についても合計25件、2,327万円相当の不払いがあることが発表された[20]。
- 2006年6月24日、およそ1億5千万円、件数にしておよそ4万7千件の配当金不払いがあった事が判明。原因は配当金計算用プログラムの設計にミスがあったもの。これは1984年から2005年までに発生した不払いの合計であり、2004年2月にはこうした不払いがあることを同社は既に把握していたが、公表していなかった[21]。
- 2007年1月2日、第一生命保険を含む大手生保4社が、医療特約関連で保険金の一部に不払いがあったことを発表。その後の同年1月16日、三大疾病に関する特約（特定疾病保険）で約500件（15億円分）の不払いがあったことが判明した（過去5年間における保険金の支払い事由に該当していたと推測される約1800件の契約から抽出した結果）[22]。
- 2020年に明らかになったのは、同社の山口県を拠点にしていた営業職員が少なくとも顧客21人から計19億円を不正に集めていたという。同社は2020年7月3日、調査を経てこの職員を解雇。山口県警察に詐欺容疑で刑事告発した[23]。